# Sympetrum costiferum
Sympetrum costiferum – gatunek ważki z rodziny ważkowatych (Libellulidae). Występuje na terenie Ameryki Północnej.